# Victor Marie d’Estrées
Victor Marie d’Estrées (ur. 30 listopada 1660 w Paryżu, zm. 27 grudnia 1737 tamże) – marszałek Francji, admirał.
Victor Marie d’Estrées był synem Jeana II – wuja Gabrielle d’Estrées (metresy króla Henryka IV). Podobnie jak ojciec służbę wojskową rozpoczął w armii lądowej, by następnie przejść do marynarki wojennej. Razem z ojcem odbył kampanię na Antylach, dowodząc okrętem. W roku 1702 został mu nadany tytuł granda Hiszpanii.
W 1703 został marszałkiem Francji. W 1704 brał udział w bitwie pod Malagą. Po śmierci ojca w 1707 odziedziczył po nim wszystkie stanowiska, ale wycofał się ze służby na morzu. W 1715 został przewodniczącym Rady Marynarki, a w 1733 ministrem. Zostawił po sobie liczne prace naukowe.
D’Estrées przez wiele lat cierpiał biedę, jednak w końcu wzbogacił się na operacjach bankowych, które były możliwe dzięki eksperymentom ekonomicznym jakie wprowadził Szkot John Law. Odtąd Estrées gromadził nieustannie dobra ruchome. Miał ponad 52 tys. woluminów rzadkich cennych ksiąg (które trzymał w skrzyniach, gdzie niszczały). Mając tysiące obrusów stołowych kazał używać ciągle jednego, gdy w końcu służba wymogła na nim zmianę okazało się, że owe tysiące popękały z powodu wieloletniego złożenia w kostkę i zamknięcia w kufrach.
Był dobrze wykształcony, lecz styl przemowy miał mętny i mało zrozumiały. Posiadał dobra w Nanteuil, gdzie zapraszał gości i gdzie założył sad. Louis de Rouvroy, książę de Saint-Simon cenił go mimo jego dość zabawnych wad i uważał za porządnego człowieka.
Jego młodszym bratem był Jean d’Estrées (1666-1718) francuski duchowny i dyplomata, podobnie jak Victor Marie członek Akademii Francuskiej. W 1698 Victor Marie ożenił się z Łucją Felicją de Noailles (ur. 1683), córką marszałka Anne Jules de Noailles i Marii Franciszki de Bournonville. Para nie miała dzieci.